# Helsingør Station
 Denne artikel bør gennemlæses af en person med fagkendskab for at sikre den faglige korrekthed.

Helsingør Station (ofte også kaldet Helsingør Banegård[kilde mangler]) er en dansk jernbanestation i Helsingør i Nordsjælland. Stationen er endestation for Kystbanen mod København, Nordbanen mod Kvistgaard, Fredensborg og Hillerød samt Helsingør-Hornbæk-Gilleleje Banen mod Hornbæk og Gilleleje. Fra stationen er der direkte adgang til Øresundslinjens færgeterminal, hvorfra der afgår færger over Øresund til Helsingborg i Sverige.

## Historie
Den første jernbanestation i Helsingør åbnede i 1864 som endestation på Nordbanen fra København til Helsingør over Hillerød. Den var beliggende på vejen Trækbanen. Fra stationen løb en hestetrukken skinnebane ned til havnen og værftet, heraf navnet Trækbanen. I 1891 blev sporene lagt om og stationen flyttedes til en ny bygning på den nuværende placering ved Helsingør Havn, så der kunne opnås nemmere forbindelse med færgerne til Helsingborg. Den nuværende station blev taget i brug den 24. oktober 1891.
I 1897 blev Helsingør Station endvidere endestation for Kystbanen, der blev anlagt langs Øresundskysten fra København til Helsingør. Fra 1908 blev alle togene på den i 1906 åbnede Helsingør-Hornbæk-Gilleleje Banen videreført fra Grønnehave Station i den nordlige del af Helsingør ad havnebanen til en holdeplads på gaden ved Toldboden overfor Helsingør Station.

## Arkitektur
Stationsbygningen er ganske bemærkelsesværdig, idet den er opført i 'Rosenborg-stil'. Stationen er tegnet N.P.C. Holsøe og Heinrich Wenck. Helsingør Station hviler på 1600 pæle, som er hamret ned i havbunden, og på disse pæle er der så støbt et fundament. Af stationens indre skal navnlig bemærkes forhallen. Lokalerne ud mod Øresund – hvor der i dag er restaurant – var oprindeligt indrettet som kongelig ventesal.
I 1984 indledte DSB et større restaureringsarbejde, hvor al ornamentik blev genskabt, inklusive nye flisegulve i originalmønstre og afdækning og restaurering af original væg- og loftsudsmykning. I 1987 blev stationen valgt som Årets Hus i Helsingør. Hovedbygningen inkl. perrontagene blev fredet i 1990.
Færgeterminalen som den fremstår i dag er opført i 1991, da det daværende DSB Rederi fusionerede med Sweferry/SFL. Den er udsmykket af Bjørn Nørgaard.

## Helsingør havnebane
Tekst mangler, hjælp os med at skrive teksten

## Færgeforbindelse til Helsingborg
Frem til 1990-erne var der også foregået overførsel af jernbanevogne mellem Helsingør og Helsingborg. Disse personvogne holdt altid på Helsingør stations østlige spor.[kilde mangler] Her kunne de rejsende fra Danmark påstige vognene. Ved afgang blev vognene aflåste, paskontrol gennemgik vognene og kontrollerede de rejsende, og vognene blev efterfølgende skubbet om bord på færgen med et rangerlokomotiv. Når dette skete, blev trafikken på Havnevej midlertidigt lukket med bomme og klokker. I Helsingborg blev vognene hentet på færgen og påkoblet de svenske tog til Stockholm. En lignende procedure foregik i modsat retning.

## Faciliteter
Inde i stationsbygningen er der en DSB 7-Eleven.
På stationens forplads er der taxiholdeplads og adgang for fodgængere til Sundbussernes terminal samt Scandlines. Der er busterminal på stationens sydvestlige side for Movias busser.

## Trafik

### Busterminal
Busterminalen består af seks stoppesteder, der betjenes af følgende linjer pr. 12. december 2021:
- 801A mod Klostermosevej Nord
- 353 mod Hellebo Park; 90N mod Gilleleje st.
- 353 mod Kokkedal st.; 801A mod Espergærde st.
- 342 mod Hornbæk st.; 347 mod Hornbæk st.
- 390R mod Helsinge st.; 802 mod Snekkersten st.
- 388 mod Lyngby st.; 803 mod Snekkersten st.

## Galleri
- Øresundstog ankommer
- Mod Gilleleje
- Afgang mod Hillerød
- Afgang mod Gilleleje
- Perronerne
- Perronerne
- Perronerne

## Antal rejsende
Ifølge Østtællingen var udviklingen i antallet af dagligt afrejsende: 
| År   | Antal | År   | Antal | År   | Antal | År   | Antal |
| ---- | ----- | ---- | ----- | ---- | ----- | ---- | ----- |
| 1984 | 5.854 | 1993 | 6.098 | 2000 | 5.263 | 2005 | 5.190 |
| 1987 | 6.160 | 1995 | 5.409 | 2001 | 4.584 | 2006 | 5.164 |
| 1990 | 5.067 | 1996 | 5.966 | 2002 | 4.481 | 2007 | 4.277 |
| 1991 | 5.418 | 1997 | 5.418 | 2003 | 4.443 | 2008 | 4.526 |
| 1992 | 5.185 | 1998 | 5.268 | 2004 | 5.417 |      |       |